# In Your Honor
In Your Honor je v pořadí páté studiové album skupiny Foo Fighters. Bylo vydáno 14. června  2005 a ve Velké Británii vyšlo pod názvem In Your Honour.

## Seznam skladeb

### Disk 1
| Pořadí         | Název                       | Délka |
| -------------- | --------------------------- | ----- |
| 1.             | In Your Honor               | 3:50  |
| 2.             | No Way Back                 | 3:17  |
| 3.             | Best of You                 | 4:16  |
| 4.             | DOA                         | 4:12  |
| 5.             | Hell                        | 1:57  |
| 6.             | The Last Song               | 3:19  |
| 7.             | Free Me                     | 4:39  |
| 8.             | Resolve                     | 4:49  |
| 9.             | The Deepest Blues Are Black | 3:58  |
| 10.            | End Over End                | 5:56  |
| Celková délka: | Celková délka:              | 40:02 |

### Disk 2
| Pořadí         | Název               | Délka |
| -------------- | ------------------- | ----- |
| 1.             | Still               | 5:13  |
| 2.             | What If I Do?       | 5:02  |
| 3.             | Miracle             | 3:29  |
| 4.             | Another Round       | 4:25  |
| 5.             | Friend of a Friend  | 3:13  |
| 6.             | Over and Out        | 5:16  |
| 7.             | On the Mend         | 4:39  |
| 8.             | Virginia Moon       | 3:49  |
| 9.             | Cold Day in the Sun | 3:20  |
| 10.            | Razor               | 4:53  |
| Celková délka: | Celková délka:      | 43:15 |

#### Vinylová bonusová skladba
| Pořadí | Název    | Délka |
| ------ | -------- | ----- |
| 11.    | The Sign | 4:02  |